# Minatsu Mitani
Minatsu Mitani (en japonés: 三谷美菜津, Mitani Minatsu, 4 de septiembre de 1991) es una deportista japonesa que compitió en bádminton.
Ganó una medalla de bronce en el Campeonato Mundial de Bádminton de 2014, en la prueba individual. En los Juegos Asiáticos de 2014 consiguió una medalla de bronce en la prueba de equipo.

## Palmarés internacional
| Campeonato Mundial | Campeonato Mundial      | Campeonato Mundial | Campeonato Mundial |
| Año                | Lugar                   | Medalla            | Prueba             |
| ------------------ | ----------------------- | ------------------ | ------------------ |
| 2014               | Copenhague (Dinamarca)  | Medalla de bronce  | Individual         |
| Juegos Asiáticos   |                         |                    |                    |
| Año                | Lugar                   | Medalla            | Prueba             |
| 2014               | Incheon (Corea del Sur) | Medalla de bronce  | Equipo             |